# Autobahnkreuz Regensburg
Das Autobahnkreuz Regensburg (Abkürzung: AK Regensburg; Kurzform: Kreuz Regensburg) ist ein Autobahnkreuz auf dem Gebiet der Gemeinde Pentling im Landkreis Regensburg, Regierungsbezirk Oberpfalz in Ostbayern. Hier kreuzen sich die Bundesautobahn 3 (Elten – Passau) und die Bundesautobahn 93 (Hof – Autobahndreieck Holledau). Die namensgebende kreisfreie Stadt Regensburg grenzt nördlich unmittelbar an das Autobahnkreuz.

## Ausbau
Das Autobahnkreuz ist in der Kleeblattform angelegt, wobei auf der A 93 keine Verflechtungsfahrstreifen vorhanden sind. Die A 3 in Fahrtrichtung Nürnberg und die A 93 sind vierstreifig ausgebaut. In Fahrtrichtung Passau stehen auf der A 3 seit 2023 sechs Fahrstreifen zur Verfügung. Im Zuge dieser Ausbaumaßnahme wurden auch die Rampenführungen im Kreuz angepasst.

## Verkehrsaufkommen
Das Kreuz wurde im Jahr 2015 täglich von etwa 130.000 Fahrzeugen befahren.
| Von                           | Nach                           | Durchschnittliche tägliche Verkehrsstärke | Durchschnittliche tägliche Verkehrsstärke | Durchschnittliche tägliche Verkehrsstärke | Anteil Schwerlastverkehr | Anteil Schwerlastverkehr | Anteil Schwerlastverkehr |
| Von                           | Nach                           | 2005                                      | 2010                                      | 2015                                      | 2005                     | 2010                     | 2015                     |
| ----------------------------- | ------------------------------ | ----------------------------------------- | ----------------------------------------- | ----------------------------------------- | ------------------------ | ------------------------ | ------------------------ |
| AS Sinzing (A3)               | AK Regensburg                  | 50.400                                    | 52.200                                    | 57.100                                    | 15,6 %                   | 16,7 %                   | 17,5 %                   |
| AK Regensburg                 | AS Regensburg-Universität (A3) | 66.500                                    | 69.000                                    | 76.600                                    | 17,6 %                   | 18,5 %                   | 18,1 %                   |
| AS Regensburg-Kumpfmühl (A93) | AK Regensburg                  | 62.200                                    | 64.800                                    | 70.300                                    | 09,2 %                   | 09,3 %                   | 09,4 %                   |
| AK Regensburg                 | AS Regensburg-Süd (A93)        | 51.100                                    | 52.200                                    | 56.600                                    | 09,3 %                   | 10,1 %                   | 10,3 %                   |